# Adele Blochová-Bauerová
Adele Bloch-Bauerová rozená Bauerová (9. srpna 1881 Vídeň – 24. ledna 1925 Vídeň) byla rakouská mecenáška umění a vídeňská společenská celebrita židovského původu. Byla dvakrát portrétovaná Gustavem Klimtem. Portréty nesou název Zlatá Adéle a Adele Bloch-Bauer II. Někteří ji považují za rakouskou Mona Lisu.[kdo?]

## Životopis
Narodila se ve Vídni 9. srpna 1881. Jejími rodiči byli Moritz Bauer, železniční a bankovní ředitel a Jeannette Bauerová (rozená Honigová). Se svým budoucím manželem Ferdinandem Bloch-Bauer se setkala v roce 1898. Ferdinand byl bohatým podnikatelem a vlastníkem rafinerie cukru v Bruck an der Muru. Podle své ženy si roku 1917 rozšířil příjmení Bloch na Bloch-Bauer.
Adéla Bloch-Bauerová štědře podporovala humanitární a charitativní organizace a byla rovněž mecenáškou malíře Gustava Klimta. V roce 1903 ho Ferdinand ho najal, aby jeho ženu namaloval a ten o čtyři roky později dokončil její portrét Adely Blochové-Bauerové I. Tímto portrétem se stala známou osobností. Obraz byl dárkem pro Adeliny rodiče, kteří ho měli v jejich domě. Podruhé Gustav Klimt portrétoval v roce 1912 (Portrét Adely Blochové-Bauerové II).
V roce 1909 získal její manžel Ferdinand Bloch-Bauer velkostatek Odolena Voda-Panenské Břežany a Dolní zámek měl jako své letní sídlo.
Během druhé světové války byly oba obrazy ukradeny nacisty a vystaveny v galerii Belvedere ve Vídni. Ferdinand, který za války utekl do Švýcarska, se bezúspěšně snažil obrazy získat zpět. Podařilo se to až Adelině neteři Marii Altmanové v roce 2006.
Adele Blochová-Bauerová zemřela na zánět mozkových blan ve věku 43 let.

## Galerie

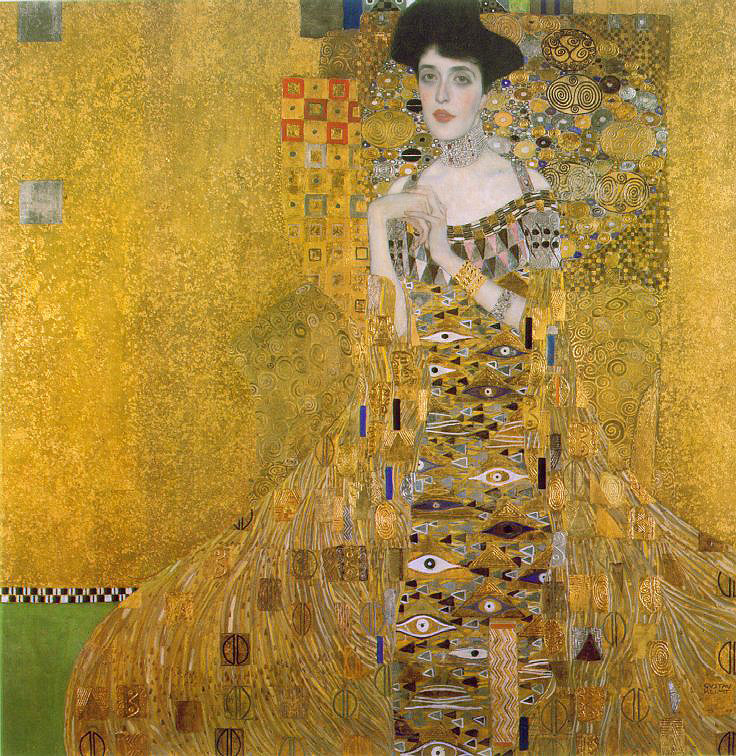
Portrét Adele Bloch-Bauer I, 1907
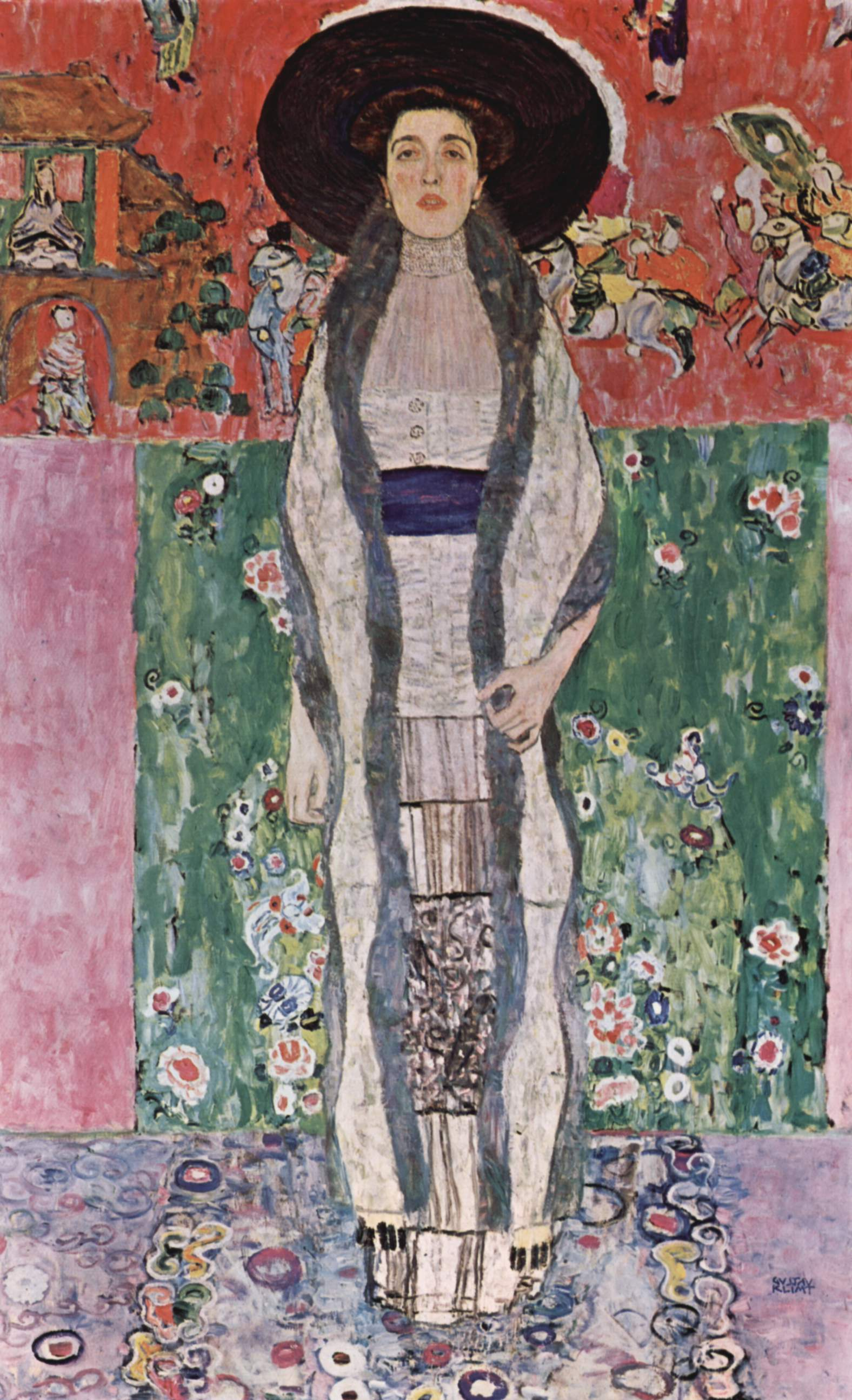
Portrét Adele Bloch-Bauer II, 1912